# Andy Welsh (Fußballspieler, 1983)
Andrew Peter David „Andy“ Welsh (* 24. Januar 1983 in Manchester) ist ein ehemaliger englischer Fußballspieler. 